# کارلو تومینن
کارلو تومینن (فنلاندی: Kaarlo Tuominen؛ ۹ فوریه ۱۹۰۸ – ۲۰ اکتبر ۲۰۰۶)  دونده اهل فنلاند بود.
وی در مسابقات کشوری و بین‌المللی در مجموع برندهٔ ۱ مدال نقره شده‌است.